# Estadio Municipal Los Alpes
El Estadio Municipal Los Alpes es un estadio de fútbol localizado en La Dorada, Caldas, Colombia. Está en curso un proyecto para su remodelación y tendrá capacidad para 5000 espectadores.
La adecuación del estadio para la disputa del fútbol local fue anunciada en 2017, luego de denuncias de prensa ante el mal estado del escenario deportivo.